# Championnat du Kirghizistan de football 2017
Navigation
Saison précédente Saison suivante
La saison 2017 du Championnat du Kirghizistan de football est la vingt-sixième édition de la première division au Kirghizistan. Il n'y a que six équipes engagées cette saison et la compétition prend la forme d'une poule unique où les formations s'affrontent à quatre reprises.
C'est le FC Alay Och, double tenant du titre, qui remporte à nouveau la compétition cette saison après avoir terminé en tête du classement final, avec trois points d'avance sur Abdish-Ata Kant et six sur le Dordoi Bichkek, vainqueur de la Coupe nationale. C'est le quatrième titre de champion du Kirghizistan de l'histoire du club.
Le vainqueur du championnat se qualifie pour la phase de groupe de la Coupe de l'AFC 2018, la compétition inter-clubs de deuxième niveau en Asie tandis que le vainqueur de la Coupe nationale doit passer par le tour préliminaire.

## Les clubs participants
- Dordoi Bichkek
- Abdish-Ata Kant
- FC Alay Och
- Alga Bichkek
- FC Khimik Kara-Balta
- FC Neftchi Kotchkor-Ata - Promu de D2

## Compétition
Le barème de points servant à établir le classement se décompose ainsi :
- Victoire : 3 points
- Match nul : 1 point
- Défaite : 0 point

### Classement
| Rang | Équipe                   | Pts | J  | G  | N | P  | Bp | Bc | Diff |
| ---- | ------------------------ | --- | -- | -- | - | -- | -- | -- | ---- |
| 1    | FC Alay OchT             | 41  | 20 | 13 | 2 | 5  | 51 | 25 | +26  |
| 2    | Abdish-Ata Kant          | 38  | 20 | 12 | 2 | 6  | 35 | 19 | +16  |
| 3    | Dordoi BichkekC          | 35  | 20 | 10 | 5 | 5  | 34 | 18 | +16  |
| 4    | FC Neftchi Kotchkor-AtaP | 23  | 20 | 6  | 5 | 9  | 18 | 26 | -8   |
| 5    | Alga Bichkek             | 21  | 20 | 5  | 6 | 9  | 19 | 32 | -13  |
| 6    | FC Khimik Kara-Balta     | 11  | 20 | 3  | 2 | 15 | 20 | 57 | -37  |

|  | Qualification pour la Coupe de l'AFC 2018                                                    |
|  | T : Tenant du titre C : Vainqueur de la Coupe du Kirghizistan P : Promu de deuxième division |

#### Résultats
| Résultats (▼dom., ►ext.) | AAK | AOS | ABI | DBI | KAB | NEF | AAK | AOS | ABI | DBI | KAB  | NEF |
| Abdish-Ata Kant          |     | 0-1 | 3-0 | 2-1 | 3-0 | 1-1 |     | 2-0 | 2-0 | 3-1 | 4-1  | 1-0 |
| FC Alay Och              | 3-0 |     | 4-2 | 1-1 | 4-2 | 2-1 | 1-1 |     | 2-1 | 1-3 | 10-0 | 0-1 |
| Alga Bichkek             | 1-3 | 0-4 |     | 0-0 | 1-2 | 0-0 | 0-4 | 3-2 |     | 0-0 | 2-0  | 1-1 |
| Dordoi Bichkek           | 1-0 | 1-2 | 1-1 |     | 3-0 | 5-0 | 4-1 | 1-2 | 0-0 |     | 5-1  | 1-0 |
| FC Khimik Kara-Balta     | 2-1 | 1-6 | 1-4 | 1-2 |     | 2-2 | 0-1 | 3-1 | 1-2 | 1-2 |      | 1-2 |
| FC Neftchi Kotchkor-Ata  | 1-3 | 1-2 | 0-1 | 2-1 | 1-0 |     | 1-0 | 1-3 | 2-0 | 0-1 | 1-1  |     |

## Bilan de la saison
| Championnat du Kirghizistan de football 2017 |                        |
| Champion                                     | FC Alay Och (4e titre) |
| Coupes et trophées                           |                        |
| Vainqueur de la Coupe du Kirghizistan 2017   | Dordoi Bichkek         |
| Qualifications continentales                 |                        |
| Coupe de l'AFC 2018                          | FC Alay Och            |
| Coupe de l'AFC 2018                          | Dordoi Bichkek         |
| Promotions et relégations                    |                        |
| Promus en Vysshaya Liga                      | Aucun                  |
| Relégués en Deuxième division                | Aucun                  |